# Ögon från rymden
Ögon från rymden var en vandringsutställning för årskurs 7 och 8 som producerades av den statliga myndigheten Riksutställningar i samarbete med Rymdstyrelsen, Rymdbolaget och Satellitbild. 1993 till 1995 visades den på ett 30-tal platser i Norden och presenterades som ”en rullande rymdutställning”, eftersom den både fraktades i och visades i en lastbil med trailer.

## Bakgrund
Ögon från rymden fortsatte Riksutställningars tradition med mobila rum, det vill säga rullande utställningar, som började 1972 med Gamla ting berättar. Vandringsutställningen visades i den så kallade ”Expomobilen”, en trailer där långsidorna kunde skjutas ut som stora lådor så att ett rum och en utställningsyta på 50 kvadratmeter bildades.

## Tema
Ögon från rymden var avsedd för sjunde- och åttondeklassare, som kunde studera hur människan valt att avbilda sin omvärld från 1500-talet och framåt från ett ovanifrånperspektiv. Berättelsen började med Olaus Magnus karta över Skandinavien från 1531 och slutade med 1990-talets satellitbilder.

Syftet, enligt pressmaterialet, var att berätta om:
/.../människans strävan att få överblick och kunskap. Tidiga utblickar från trädkronan, masttoppen, luftballongen och flygplanet förmedlade andra bilder än dem man idag kan ta ner från satelliter. Ögon från rymden visar hur dagens satellitteknik kan nyttjas av människan, vilka analysmetoder som erbjuds och hur de används./.../

### Rymdskola
Planen var att utställningen skulle kunna integreras i elevernas skolarbete i naturvetenskapliga och tekniska ämnen, men även de humanistiska. Så här var förslaget från utställningsproducent Mats Brunander:
- Geografi: anknytning till utställningens exempel på kartor och kartspråk: latitud och longitud.
- Matematik: lantmäteriteknik som praktiskt tillämpad matematik. Exempel på övning: ”Hur fungerar mätsnöret med knutar?”.
- Teknik: flygets teknikhistoria och teknik. Eleverna skulle delta i praktiska övningar kring de principer som styr utformningen av vingar, luftballonger, propellrar och raketmotorer.
- Historia: synen på världen och världsbilden genom historien. Exempel på stormaktstidens kartor för att kunna kräva in skatt av befolkningen, för att erövra och utvinna naturrikedomar.
- Svenska: eleverna förutsattes läsa poesi och prosa som berörde synen på världen, och att uttrycka sin egen världsbild genom skrift.
- Data: kännetecken hos en bild som skapades av datorer på 1990-talet, studier av hur satellitdata bearbetades.

## Produktion
Den så kallade ”rymdbussen” bestod av en dragbil med så kallad semitrailer, vilket bildade ett ekipage som var cirka 17,5 meter långt och 4,2 meter högt. Trailerdelen, som innehöll utställningen, mätte 13,5 meter på längden och 5 meter på bredden med utfällda sidor. Vid transport minskades bredden till hälften, 2,5 meter.
Till utställningen hörde också en studielåda avsedda för den delen av publik som bestod av skolelever. När ena halvan i gruppen befann sig på bussen skulle den andra delen vara sysselsatt med studielådans material, var tanken. Lådan innehöll material att ”se, läsa, experimentera och arbeta med”.

## I rymdtrailern
I det 13 meter långa utrymmet fanns en rad exempel på människans syn på världen från 100-talet och framåt:
- Carta marina, 1539, av Olaus Magnus. Den första kartan där Skandinavien är avbildat på ett verklighetstroget vis.
- Klaudios Ptolemaios, Kopernikus och Tycho Brahes bilder av universum.
- Berättelsen om Babels torn och den språkförbistring som bygget åstadkom bland människorna, enligt Bibeln.
- Exempel på jordens krökning sett från en fartygsmast.
- Tubkikare
- Luftballong – ingenjör Andrées ödesdigra luftfärd i slutet på 1800-talet.
- Flygfoto med vy över Linköping från 1923 som exempel.
- Satellitbilder.

### Produktionsteamet
Utställningen Ögon från Rymden producerades av Riksutställningar i Riksutställningars lokaler.

#### Formgivare
- Leo Thafvelin, Svensk Idé

#### Teknik
- Conny Bohman
- Gunilla Boestad
- Jane Bengtsson
- Karl Gustav Jönsson
- Randi Sollie
- Jan Ohlin
- Sten Notsjö
- K O Bergström

#### Turné
- Inger Jansson

#### Transport
- Staffan Larsson

#### Producent
- Mats Brunander.[11]

## Turné
Ögon från rymden invigdes tisdag 8 december 1992 i Stockholm. Därefter besökte utställningen torg, skolor och museer på ett 30-tal orter i Sverige. Det totala antalet besökare anges i en sammanställning till 44 787 personer av vilka många var skolelever.
Utställningen upplöstes i september 1995.

### Rymdbesöken
Det finns ingen helt komplett sammanställning av besöksorterna i Riksutställningars arkiv. Nedanstående turnéorter med datun är hoppusslade efter lösblad i arkivet. Tillkommer gör några orter utan datum och besökssiffror anges inom parentes.

#### 1992
Stockholm, Björkhagens skola 8 december (invigning)

#### Arrangör Jönköpings läns museum 3/2-4/4
- Jönköping, Jönköpings läns museum
- Gnosjö
- Skillingaryd
- Vetlanda
- Landsbro
- Tranås

(Besöksantalet för perioden: 3 871.)

#### Arrangör Museet i Halmstad perioden 20/4-11/5
- Hyltebruk (400)
- Falkenberg (476)
- Laholm (425)

##### Arrangör Norrbottens museum i samarbete med Teknikens hus, Kiruna kommun 13/9-31/10
- Luleå (1 129)

##### I Norrbottens län besöktes också orterna
- Kiruna (681)
- Gällivare (266)
- Kalix (434)
- Boden (373)
- Piteå (399)
- Umeå (130)

##### Därefter
- Ekenäs, Finland (cirka 1 000)

##### Arrangör Saco 16/11-18/11
- Sollentuna kommun, Sollentunamässan (cirka 1 500)

##### Arrangör Eskilstuna konstmuseum 21/11-23/1
- Eskilstuna, Eskilstuna konstmuseum (1 179)

#### 1994

##### Arrangör Tekniska museet 31/1-11/4
- Stockholm, Tekniska museet (12 000, varav 600 enbart för Ögon från rymden.)

##### Arrangör Kultur Gävle 25/4-5/6
- Hofors
- Gävle
- (Besök i Sandviken planerades, oklart om det genomfördes.)

(Besöksantalet för Hofors och Gävle: 575.)

##### Arrangör Kreativitetscentrum Ronneby
- Ronneby
- Kallinge
- Karlshamn

(Besöksantalet för perioden: 5 649.)

##### Därefter
- Borlänge, Framtidsmuseet (2 300)
- Skaraborgs länsmuseum (4 000)
- Trollhättan (cirka 8 000)

## Reaktioner
Norrbottenskuriren, 1993-09-10:
/.../Riksutställningar har, efter förfrågan från Rymdbolaget, tagit fram en ”rullande” utställning där besökarna ges möjlighet att se ner på jorden och Norrbotten från satellitnivå. Utställningen heter ”Ögon från rymden” och är inrymd i en långtradare.
Dagens Nyheter, 1994-02-04:
På Tekniska museet invigs på söndag kl 13 ”Ögon från rymden”, en utställning från Riksutställningar i samarbete med Rymdstyrelsen, Rymdbolaget och Satellitbild. Det är en utställning om människans strävan att få kunskap och överblick om rymden./.../
Svenska Dagbladet, 1994-02-07:
Femårige Mikael Frånlund från Upplands Väsby var en av besökarna när Tekniska museet på söndagen öppnade utställningen ”Ögon från rymden”./.../
Dala-Demokraten, 1994-11-15:
Tobias Bengtsson går runt och tittar. – Det här var intressant, säger han. Den stora rymdutställningen har kommit till Avesta. Under två år har Riksutställningars stora mobila utställning visats i riket. Nu har turen kommit till Dalarna och först blev Avesta.
Nya Ludvika Tidning, 1995-01-19:
/.../Den som till äventyrs kan ha fått för sig att dagens högstadieelever enbart är intresserade av video och innebandy kunde lätt ha noterat stort engagemang, inför utställningen, på elevhåll. Men så hade också utställningsledningen lyckats skapa spännande miljöer som verkligen gav ett intryck av att man befann sig mitt i händelsernas centrum./.../När gruppen sedermera lämnade den udda utställningslokalen var det ställt utom allt tvivel att eleverna hade upplevt en ovanligt spännande ”timme”.
Elfsborgs Läns Allehanda, 1995-03-31:
Bang! Blixtar och dunder. Plötsligt befinner man sig i universums begynnelse och genom en 30 meter lång tunnel tar sig besökaren fram 15 miljarder år. Och i en långtradare följer vi människans väg ut i universum. Riksutställningen ”Ögon från rymden” besöker Trollhättan i en långtradare. Målet är att föra samman naturvetenskapen med humanismen. Och från och med lördag kan man på 50 kvadratmeter följa människans utveckling och strävan uppåt, allt beskrivet i fotografier, modeller, ljudspel med mera./.../

## Ekonomi
Ögon från rymden uppges, enligt en sammanställning, ha kostat 223 987 kronor för den trailer som innehöll utställningen.
För att få visa Ögon från rymden betalade den lokala utställaren, mottagaren, varierande summor. Kultur Gävle fick lägga ut 22 500 kronor för sex veckor. Trollhättans museum betalade 38 000 kronor för perioden 1995-03-27 till 1995-07-31. En annan variant var 15 000 kronor för en månad eller 17 000 till 30 000 för en tvåmånadersperiod, därefter 10 000 kronor för följande tvåmånadersperiod med reservation för eventuella prishöjningar. Summorna täckte kostnader för transporter och försäkringar av utställningen.